# Mieczysław Waśkowski
Mieczysław Waśkowski est un acteur, réalisateur et scénariste polonais né le 13 août 1929 à Kiedrzyn (pl) et mort le 14 novembre 2001 à Varsovie.

## Biographie
Mieczysław Waśkowski est né le 13 août 1929 à Kiedrzyn (pl), en Pologne.
En 1950, il obtient son examen de maturité au lycée Henryk Sienkiewicz de Częstochowa (pl).
En 1956, il est diplômé en réalisation de l'École nationale de cinéma de Łódź.
Il était membre du Parti ouvrier unifié polonais. Pendant de nombreuses années, il a été secrétaire du POP PZPR au PRF Zespoły Filmowe,.
De 1987 à 1989, il est membre du Comité de la cinématographie.
Il meurt le 14 novembre 2001 à Varsovie et a été enterré au cimetière communal du Nord à Wólka Węglowa.

## Filmographie

### Films

#### Acteur
- 1954 : Une fille a parlé d'Andrzej Wajda
- 1957 : Eroica d'Andrzej Munk : livreur jouant aux cartes
- 1958 : Zamach de Jerzy Passendorfer
- 1958 : Orzeł de Leonard Buczkowski : marin
- 1959 : Train de nuit de Jerzy Kawalerowicz
- 1959 : Miejsce na ziemi de Stanisław Różewicz : Pluta, agent correctionnel
- 1960 : Do widzenia, do jutra... de Janusz Morgenstern : vendeur d'horoscopes
- 1961 : La Toussaint de Tadeusz Konwicki : partisan de l'AK
- 1961 : Czas przeszły de Leonard Buczkowski : officier de la Gestapo, officier du protocole
- 1962 : Mężczyźni na wyspie de Jan Laskowski
- 1963 : Mansarda de Konrad Nałęcki : participant à un cabaret
- 1963 : Kryptonim Nektar de Leon Jeannot : cinéaste
- 1965 : Zawsze w niedziele de Ryszard Ber : supporter
- 1965 : Walkower de Jerzy Skolimowski : lieutenant de la MO
- 1965 : Cendres d'Andrzej Wajda
- 1965 : Niedziela sprawiedliwości de Jerzy Passendorfer : Kurek, remplacant du procureur
- 1969 : La Chasse aux mouches d'Andrzej Wajda : policier endormi pendant la remise de la coupe à Włodek
- 1971 : Niebieskie jak Morze Czarne de Jerzy Ziarnik : l'homme s'exprimant dans une enquête sur les patrons
- 1971 : Si loin, si près d'ici de Tadeusz Konwicki : milicien
- 1974 : La Terre de la grande promesse d'Andrzej Wajda : August, le secrétaire de Buchholz[3]
- 1974 : Jej portret : Janek, le professeur de coiffure de la maison de correction
- 1974 : Janosik de Jerzy Passendorfer : gardien de la prison du comte
- 1976 : Powrót de Filip Bajon : médecin
- 1977 : Prawo Archimedesa de Mariusz Walter : journaliste Mieczysław, membre du comité d'organisation du marathon
- 1977 : Nie zaznasz spokoju : médecin

##### Réalisateur
- 1961 : Rozmowa z panem K.
- 1963 : Zacne grzechy
- 1968 : Planeta Ziemia
- 1969 : Prawdziwie magiczny sklep
- 1971 : Jeszcze słychać śpiew. I rżenie koni...
- 1972 : Tajemnica wielkiego Krzysztofa
- 1974 : Jej portret
- 1975 : Hazardziści
- 1977 : Nie zaznasz spokoju
- 1979 : Gnomy
- 1979 : Etiudia W-Moll
- 1984 : Czas dojrzewania
- 1986 : Epizod Berlin-West
- 1988 : Rocznica

##### Scénariste
- 1961 : Rozmowa z panem K.
- 1963 : Zacne grzechy
- 1968 : Planeta Ziemia
- 1969 : Prawdziwie magiczny sklep
- 1972 : Tajemnica wielkiego Krzysztofa
- 1974 : Jej portret
- 1975 : Hazardziści
- 1977 : Nie zaznasz spokoju
- 1979 : Gnomy
- 1984 : Czas dojrzewania
- 1988 : Rocznica

### Séries télévisées

#### Acteur
- 1968 : Stawka większa niż życie de Janusz Morgenstern et Andrzej Konic : Scharführer Glaubel
- 1970 : Kolumbowie de Janusz Morgenstern : agent de la Gestapo sous couverture qui garde Basia dans un café
- 1973 : Janosik de Jerzy Passendorfer : gardien de la prison du comte
- 1973 : Droga de Sylwester Chęciński : Czarny
- 1974 : S.O.S. de Janusz Morgenstern : Wacław Hartman
- 1974-1975 : 40-Latek de Jerzy Gruza : professeur de Marek Karwowski
- 1975 : Ziemia obiecana de Andrzej Wajda : August, le secrétaire de Bucholtz

##### Réalisateur
- 1966 : Niewiarygodne przygody Marka Piegusa

##### Scénariste
- 1966 : Niewiarygodne przygody Marka Piegusa